# 電梯 (電影)
《電梯》（英語：Elevator）是一部2011年美國懸疑驚悚片，由史蒂格·斯文森執導。影片講述了九名陌生人在前往公司聚會的途中被困在曼哈頓上空49層樓高的华尔街電梯中，其中一人持有炸彈，種族主義、貪婪和報復因为求生存而表露无遗的故事。這部電影大致取材於一名看門人學徒在蘇格蘭格拉斯哥的真實生活經歷。

## 剧情
九個人登上了紐約市一座52層高的摩天大樓的電梯：保安穆罕默德、電視記者莫琳和她的未婚夫唐、喜劇演員喬治、剛喪偶的簡、肥胖員工馬丁、懷孕的瑟琳，以及大樓老闆亨利·巴頓和他被寵壞的10歲孫女马德琳，正在前往頂樓參加公司聚會。
在上樓途中，患有幽閉恐懼症的喬治驚慌失措，在49層，马德琳按下了緊急停止按鈕來故意折磨他。亨利按下大廳樓層按鈕，但電梯只下降了幾英尺就停了下來。亨利按下呼叫按鈕並通知保安。電梯無法移動，保安表示會派遣維修人員。
在等待幫助的同時，众人互相交談。簡說她的兒子去年在伊拉克死了，她質問亨利說她的丈夫因為巴頓投資公司推出的垃圾債券而失去了一切。一怒之下，她打算在晚會上“表態”。突然，簡因心脏病發作倒地而死，但在她死前，她承認自己身上有炸彈。爭吵過後，瑟琳檢查了簡的尸体，發現炸彈用自行車鎖固定在她的腰間。唐試圖通過电梯的顶部尋找出路，但無濟於事。
唐不让瑟琳吸煙，她問他什麼時候变成了一個關心他人的父親。莫琳無意中聽到，要求解释。唐承認他可能是瑟琳未出生孩子的父親。莫琳心煩意亂。亨利再次打電話給保安，但他激怒了他們，他們不再理他。莫琳用她的手機記錄下這些事件，並將录像發送到她的電視台，電視台接收后開始播放她拍攝的鏡頭。
其他人強行打開門，唐試圖爬出去。门口虽小，但他用簡的手杖按下了外面的電梯按钮。與此同時，马德琳按下了电梯面板上的幾個按鈕。電梯的煞车失效，下坠了幾層樓，唐的手臂被斩斷。穆罕默德使用領帶作為止血帶來減緩失血。亨利感到困惑和茫然。喬治建議他們再次撬開門，看看電梯是否與樓層對齊，却發現電梯停在樓層之間，這讓他們非常沮喪。馬丁在手機上調出當地新聞，他們看了對炸彈製造者的現場採訪。製造者和簡的兒子是好朋友，覺得虧欠他們一家。他估計炸弹會在十分鐘內引爆。
絕望的喬治建議肢解簡的屍體，將她與炸彈分离，然後將其扔下电梯井。但不敢下手，憤怒的亨利接手了。喬治讓亨利向每個人承諾，如果他們活下來，就給他們每人100万美元。當他們試圖拆除炸彈時，對講機上的一名保安告訴他們，拆彈小組到了，正在降下電梯。他們打開門，開了一個小口，除馬丁以外的所有人都逃脫了。馬丁知道開口不夠大，他出不去。喬治絕望地命令特警隊員升起電梯救出馬丁。他們最终打算让電梯降到地下层再把他救出來，但馬丁哭了，他知道自己的死期到了。很快，他恢復了鎮靜，意識到他幫助所有人活了下來，自己是个英雄。随后炸彈爆炸了。
唐被送往醫院，喬治向亨利提起100萬美元的事，亨利没有理会他。喬治和穆罕默德在大樓外簡短地討論了他們的未來。一位新聞記者問喬治他是如何在磨難中保持如此勇敢的，喬治撒謊說他必須保持冷靜是為了在場的每個人，然後在他的妻子打來電話时跑开了。她还不知道發生了什麼事，让他從商店里买一些东西。穆罕默德在一旁看著。

## 演员
這部電影几名主演的戏份都一样多：
- 克里斯多佛·巴庫斯（英语：Christopher Backus） 饰 唐·汉德利，巴顿公司的共同基金經理，莫琳的未婚夫。
- 安妮塔·布林 饰 瑟琳·富凯，一名懷孕的巴顿公司共同基金員工。
- 約翰·蓋茲（英语：John Getz） 饰 亨利·巴顿，巴顿公司的首席執行官。
- 雪莉·奈特 饰 简·雷丁，一位剛剛喪偶的女性，她最近因在巴頓公司的投資而破产。
- 瑞秋和阿曼達·培斯（英语：Rachel and Amanda Pace） 饰 马德琳·巴頓，亨利·巴頓10歲的孫女。
- 德溫·拉特雷（英语：Devin Ratray） 饰 马丁·戈斯林，巴頓公司的共同基金經理。
- 喬伊·斯洛尼克（英语：Joey Slotnick） 饰 乔治·阿克塞尔罗德，一位在最後一刻赶上电梯的患幽閉恐惧症喜劇演員。
- 泰米娜·森尼（英语：Tehmina Sunny） 饰 莫琳·阿萨纳，當地新聞台的調查記者，唐的未婚妻。
- 瓦利德·祖艾特（英语：Waleed Zuaiter） 饰 穆罕默德，一名保安。[4]
- 邁克爾·梅爾庫里奧（英语：Michael Mercurio） 饰 炸彈製造者。